# Dena'ina
Els dena'ina, el nom de la qual vol dir "gent", però que també eren anomenats Knaiakhotana "gent de la Península de Kenai" (per la zona muntanyenca on habitaven), són una tribu índia del grup lingüístic na-dené. Es dividien en vuit grups: Clark lake, Iliamna, Lower Inlet, Sutsina, Tyonek, Upper Inlet i Lime-Hungry o Stoney River.

## Localització
Ocupaven el territori entre Cook Inlet i el cap Clark, al sud d'Alaska.

## Demografia
Segons Asher, el 1980 eren 900 individus, dels quals només 250 parlaven la llengua na-dené. Segons altres, el 1990 eren 1.500 individus. Segons dades de la BIA del 1995, vivien als llogarrets d'Eklutna (48 h/50), Iliamna (62 h/65), Kenaitze (535 h/562), Knit (31 h/33), Ninilchik (89 h/93), Nondalton (159 h/167), Pedro Bay (38 h/40), Salamatoff (104 h/109), Tyonek (142 h/149), Lime (40 h/42), i les de Chickaloon (9 h) amb els ahtna i Seldovia (191 h/201) amb els alutiiq. En total, 1.310 individus (sense comptar les dues últimes).

## Costums
S'alimentaven del salmó i del peix, però també caçaven ossos, ovelles, cabres, foques, caribús i altres animals per la pell i per la carn.
Vivien en cases de troncs i de turba a l'hivern, i a cabanes d'estiu durant la pesca del salmó, com les altres tribus na-dené dels voltants. Gaudien de cases dobles amb magatzems de suro per tal d'assecar el peix. Es transportaven en kayaks i umiaks, com els inuit, i també duien polaines i trineus amb gossos. Teixien vestits amb telers de fusta fets amb canons de ploma, fils i amb dibuixos geomètrics.
Es dividien en nombroses tribus i subgrups, i cadascun d'ells es dividia en meitats compostes de clans exogàmics.
Hi havia dues classes socials, els comuns i els nobles, cadascuna d'elles amb un cabdill que feia de guia paternal més que no pas de líder. El poder real el tenia un Consell que actuava en temps de guerra. Eren enemics naturals dels inuits, i també celebraven un potlacht en honor dels morts, dels ancians o bé per celebrar la primera cacera del fill primogènit, un matrimoni o una reunió, i la principal finalitat era fer ostentació dels regals. Creien que totes les coses de la natura eren animades per poders especials, d'ací l'especial cas que feien als xamans, tabús i amulets.

## Història
Des del 1760 els russos es van emparar d'Alaska, però van tenir poc contacte amb els dené de l'interior, a diferència dels inuits, aleut i tlingit. Cap al 1834 exploraren el riu Yukon i Kuskokwin. Això els farà entrar en conflicte amb la Hudson bay Company. Mantingueren, però, un comerç força actiu. El 30 de març del 1867 tota Alaska fou objecte d'un tractat de compra amb el govern dels EUA, qui els pagà 7,2 milions $ en or. El govern nord-americà passa el control a l'Alaska Commercial Company (ACC) i el 17 de maig dictà la primera llei orgànica per tal que se li apliquessin les lleis d'Oregon. El 1912 es va crear el primer grup indi, Alaska Native Brotherhood, per tal de protegir llurs interessos. El 1968 es crearà el Native Land Claims Movement (NLCM), amb suport dels ecologistes, per a evitar les expropiacions a causa dels descobriments petrolífers, i reclama compensacions, cosa que forçarà el 1971 la creació de l'Alaska Native Claims Settlement Act, que extingeix els títols de propietat aborígens a Alaska i ordena l'establiment de corporacions que administrin els diners produïts a les terres (44 milions d'acres i 962,5 milions $).